# 칼링가스타군

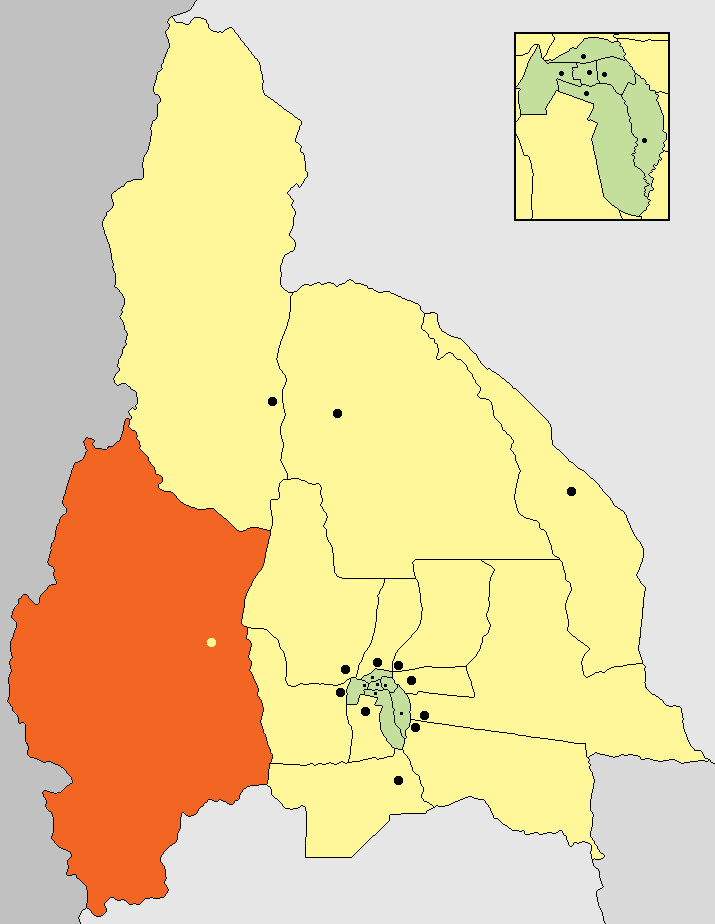
칼링가스타 군의 위치

칼링가스타군(스페인어: Departamento Calingasta)은 아르헨티나 산후안 주에 위치한 군으로 면적은 22km2, 인구는 8.176명(2001년 기준)이다. 안데스산맥 기슭과 접하며 칠레 국경과 가까운 편이다.